# Vega Alta del Segura
La Vega Alta del Segura es una de las comarcas de la Región de Murcia (España) definidas en la propuesta de comarcalización aprobada por el Consejo Regional de Murcia en 1980. De acuerdo con dicha propuesta la Vega Alta del Segura incluye los municipios de Abarán, Blanca y Cieza y está situada limítrofe al norte del Valle de Ricote y al sur del Altiplano. Siempre de acuerdo con dicha propuesta, la comarca tiene 54 250 habitantes y su actividad principal es la agricultura de regadío.
Históricamente,[cita requerida] se han considerado las villas de Abarán y Blanca como parte del Valle de Ricote por tener una historia común y una gran cercanía.

## Evolución demográfica

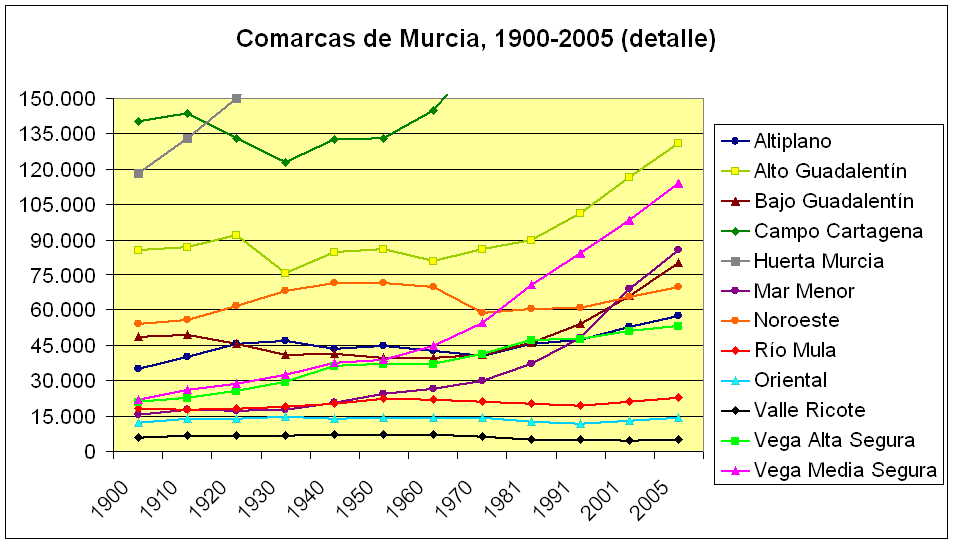
Evolución de la comarca (línea verde claro) en el conjunto de comarcas de la región.

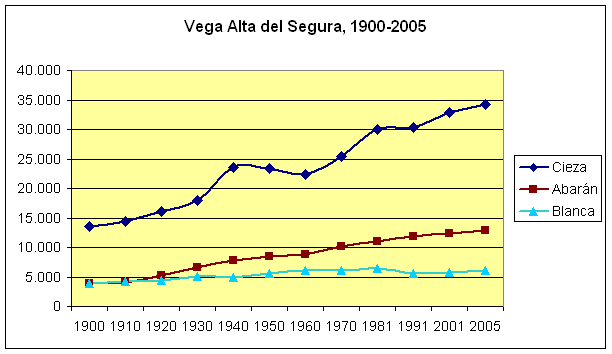
Evolución demográfica de los tres municipios, 1900-2005.

## Municipios
| Municipio       | Población | Superficie | Densidad |
| --------------- | --------- | ---------- | -------- |
| Cieza           | 35 144    | 365,1      | 96,26    |
| Abarán          | 12 987    | 114,94     | 112,99   |
| Blanca (Murcia) | 6119      | 87,7       | 69,77    |